# 尚瑟内
尚瑟内（法語：Champcenest，法語發音：[ʃɑ̃sənɛ] ⓘ）是法国塞纳-马恩省的一个市镇，属于普罗万区。

## 地理
尚瑟内（48°40'11"N, 3°16'55"E）面积12.46 平方千米，位于法国法蘭西島大區塞纳-马恩省，该省份为法国北部内陆省份，北起瓦兹省，西接埃松省、马恩河谷省、塞纳-圣但尼省和瓦兹河谷省，南至卢瓦雷省，东南接约讷省，东临马恩省和奥布省，东北接埃纳省。
与尚瑟内接壤的市镇（或旧市镇、城区）包括：吕佩勒、圣伊利耶、伯扎勒、库尔尚、库尔塔孔、莱马雷。

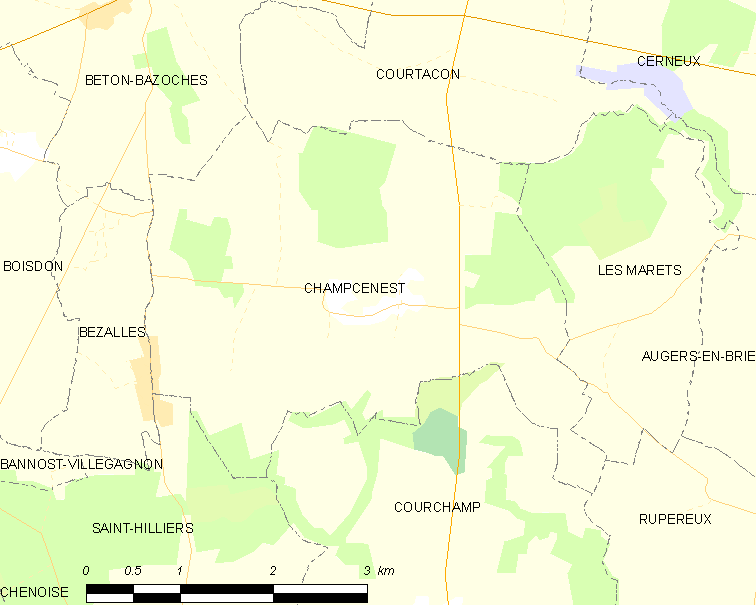
尚瑟内的OSM定位图

尚瑟内的时区为UTC+01:00、UTC+02:00（夏令时）。

## 行政
尚瑟内的邮政编码为77560，INSEE市镇编码为77080。

## 政治
尚瑟内所属的省级选区为普罗万县。

## 人口

1962-2008年间尚瑟内人口变化图示

尚瑟内于2022年1月1日时的人口数量为197人。